# The Mark of Zorro (1940)
The Mark of Zorro (bra: A Marca do Zorro; prt: O Sinal do Zorro) é um filme estadunidense dirigido em 1940 por Rouben Mamoulian e produzido por Raymond Griffith e Darryl F. Zanuck.
A história é baseada no romance The Curse of Capistrano (em português: A maldição de Capistrano), de Johnston McCulley, publicada em 1919 na revista pulp All-Story Weekly. Essa pequena e despretensiosa história introduziu a figura do herói mascarado nas aventuras cinematográficas.
A obra é essencialmente um remake da versão de 1920, um filme mudo estrelado por Douglas Fairbanks.

## Sinopse
O enredo se passa na Califórnia, no século 19. Don Diego, filho de um rico fazendeiro, após uma temporada para estudos na Espanha volta e se depara com a miséria do povo, imposta pelo Governador Quintero. 
Diego resolve defender o povo e para isso veste capa e máscara negras, intitulando-se Zorro, um fora-da-lei — sem que ninguém saiba sua identidade secreta. Durante a luta, ele se apaixonará pela sobrinha do governador, Lolita, e terá de enfrentar o maléfico assecla dele, o Capitán Pasquale.

## Elenco
- Tyrone Power .... 	Don Diego Vega/Zorro
- Linda Darnell .... Lolita Quintero
- Basil Rathbone .... Capitán Esteban Pasquale
- Gale Sondergaard .... Inés Quintero
- Eugene Pallette .... Frei Felipe
- J. Edward Bromberg .... Don Luis Quintero
- Montagu Love .... 	Don Alejandro Vega
- Janet Beecher ....	Señora Isabella Vega
- George Regas .... 	Sargento González
- Chris-Pin Martin
- Robert Lowery .... Rodrigo
- Belle Mitchell .... Maria de López
- John Bleifer .... 	Pedro
- Frank Puglia
- Eugene Borden .... Oficial do dia
- Pedro de Cordoba .... Don Miguel
- Guy D'Ennery .... 	Don José